# Adolf V. (Berg)
Adolf V. von Berg († 28. oder 29. September 1296) regierte die Grafschaft Berg von 1259 bis 1296.

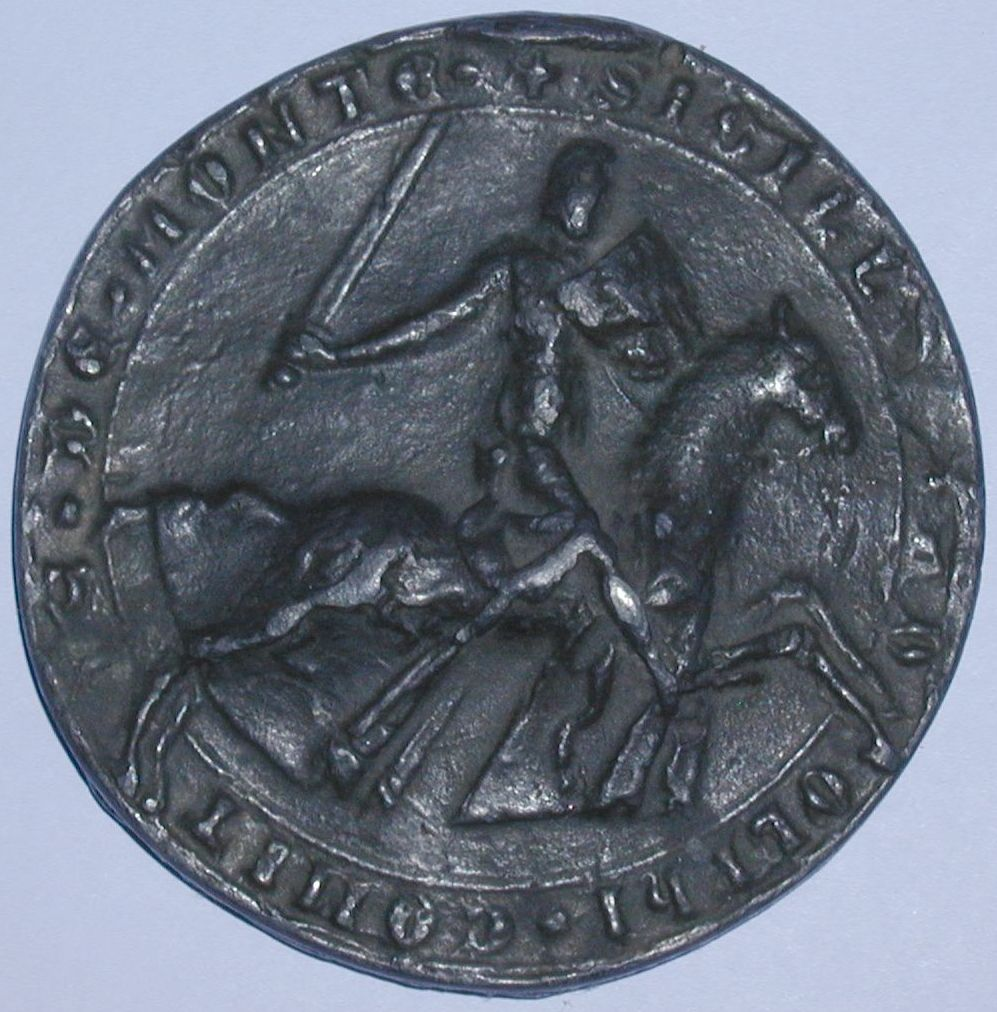
Reitersiegel (Bleiabguß) des Grafen Adolf V. von Berg

## Kindheit
Nach dem Tod seines Vaters Adolf IV. 1259 wurde er zunächst von seiner Mutter Margarete von Hochstaden in der Regentschaft vertreten. Dies lässt darauf schließen, dass Adolf, dessen Geburtsjahr unbekannt ist, zu diesem Zeitpunkt noch minderjährig war. Erst 1262 trat er allein auf. Der Wohnsitz seiner Mutter wurde das Schloss Hückeswagen. 1260 verzichteten die Grafen von Hückeswagen auf die Grafschaft Hückeswagen, die seit 1189 an die Grafen von Berg verpfändet war und 1260 an die Grafschaft Berg kam.

## Münzrecht
König Rudolf von Habsburg gestattete ihm 1275, seine Münzstätte nach Wipperfürth zu verlegen. Dieser besuchte ihn auch 1273 und 1291 auf seiner Burg in Bensberg.

## Geschichte
Adolf V. verlieh 1276 Ratingen und 1288 Düsseldorf die Stadtrechte; 1282 bestätigte er die Privilegien von Wipperfürth.

### Fehde zu Elberfeld
Direkt zu Anfang seiner Regierungszeit kam es zur Fehde zu Elberfeld mit den Rittern Arnold und Konrad zu Elberfeld.

### Krieg mit Siegfried von Westerburg
Er versuchte vergeblich, seinen Bruder Konrad I. von Berg, den Dompropst zu Köln, nach dem Tod des Erzbischofs Engelbert II. von Falkenburg am 20. Oktober 1274 auf den Erzstuhl zu bringen, denn es setzte sich Siegfried von Westerburg durch.
Auch musste er ein Jahr vorher, 1273, auf die Pfandrechte von Gummersbach verzichten, die an den Grafen von der Mark fielen. Und das Herzogtum Limburg, das ihm rechtmäßig als Erbe zustand, wurde von Graf Rainald I. von Geldern mit Unterstützung des Erzbischofs Siegfried von Westerburg gewaltsam besetzt.
Trotzdem fiel in seine Regierungszeit der wohl wichtigste Sieg für die Berger, als sich Adolf V. auf die Seite des Herzog von Brabant schlug und mit seinen bergischen Bauern und dem Schlachtruf „Hya, Berge romerijke“ („Hoch, ruhmreiches Berg“) auch den Erzbischof Siegfried von Westerburg am 5. Juni 1288 in der Schlacht von Worringen besiegte. Diese Schlacht war die letzte große und mit Abstand blutigste Schlacht des Mittelalters. Am 14. August 1288 erhob er Düsseldorf als Anerkennung des Einsatzes ihrer Bewohner bei der Schlacht zur Stadt, nach Wipperfürth, Lennep und Ratingen (1276) die vierte in der Grafschaft. Der gegnerische Erzbischof Siegfried von Westerburg wurde 13 Monate auf Schloss Burg gefangen gesetzt.
Graf Adolf V. geriet 1292 seinerseits durch eine Hinterlist in Gefangenschaft des Erzbischofs von Köln und starb am 28. oder 29. September 1296 in Haft. Er ist in der Stiftskirche des Klosters Gräfrath begraben.

## Familie
Adolf V. heiratete am 17. März 1249 Elisabeth von Geldern, die Tochter Otto II. von Geldern und dessen Ehefrau Margarete von Kleve (≈1215–1251). Elisabeth verstarb am 13. März 1315 und wurde in Kloster Graefenthal begraben. Er starb kinderlos. Sein Nachfolger als Graf von Berg wurde sein Bruder Wilhelm.

## Ehrungen
Nach ihm sind in Düsseldorf die Graf-Adolf-Straße und der Graf-Adolf-Platz benannt. Auch in Köln gibt es eine nach ihm benannte Straße und Kunstgalerie. In mehreren anderen Städten gibt es ebenfalls eine Graf-Adolf-Straße.